# Nuno Marques
Nuno Marques (ur. 9 kwietnia 1970 w Porto) – portugalski tenisista, reprezentant w Pucharze Davisa, olimpijczyk z Sydney (2000).

## Kariera tenisowa
Karierę zawodową Marques rozpoczął w 1986 roku, a zakończył w 2001 roku. W grze pojedynczej wygrał pięć turniejów kategorii ATP Challenger Tour.
W grze podwójnej Portugalczyk triumfował w jednym turnieju rangi ATP World Tour, w Casablance podczas edycji z 1997 roku. Dwukrotnie był również uczestnikiem finałów rozgrywek ATP World Tour w deblu.
W latach 1991–2002 reprezentował Portugalię w Pucharze Davisa, rozgrywając łącznie 58 meczów, z których w 32 zwyciężył.
Marques w 2000 zagrał w turnieju deblowym igrzysk olimpijskich w Sydney ponosząc porażkę w 1 rundzie, wspólnie z Bernardo Motą, z parą Mark Knowles–Mark Merklein.
W rankingu gry pojedynczej Marques najwyżej był na 86. miejscu (25 września 1995), a w klasyfikacji gry podwójnej na 58. pozycji (21 kwietnia 1997).

### Finały w turniejach ATP World Tour
| Nazwa                        |
| ---------------------------- |
| Wielki Szlem                 |
| Igrzyska olimpijskie         |
| ATP Tour World Championships |
| ATP Masters Series           |
| ATP Championship Series      |
| ATP World Series             |

#### Gra podwójna (1–2)
| Końcowy wynik | Nr | Data             | Turniej     | Nawierzchnia | Partner            | Przeciwnicy                       | Wynik finału |
| ------------- | -- | ---------------- | ----------- | ------------ | ------------------ | --------------------------------- | ------------ |
| Finalista     | 1. | 16 lipca 1995    | Newport     | Trawiasta    | Paul Kilderry      | Jörn Renzenbrink Markus Zoecke    | 1:6, 2:6     |
| Finalista     | 2. | 15 września 1996 | Bournemouth | Ceglana      | Rodolphe Gilbert   | Marc-Kevin Goellner Greg Rusedski | 3:6, 6:7     |
| Zwycięzca     | 1. | 30 marca 1997    | Casablanca  | Ceglana      | João Cunha e Silva | Karim al-Alami Hiszam Arazi       | 7:6, 6:2     |